# 5000 (getal)
5 000 (voluit vijfduizend) is een natuurlijk getal, een even getal en volgt op 4999 en gaat vooraf aan 5001.
5 000 is een harshadgetal en ook het aantal punten dat bij 5000en behaald moet worden. Ook is 5000 meter een vaak voorkomend langeafstandsloopafstand in de atletiek. Bij het maken van reclames en lijsten wordt 5000 ook vaak gebruikt, zoals bij de website Inc.5000, waarbij men een lijst maakt van de 5000 snelst groeiende bedrijven in Amerika. Daarnaast is 5000 de Belgische postcode van Namen, de provinciehoofdstad van de gelijknamige provincie Namen. 